# 巴氏葉吻鮟鱇
巴氏葉吻鮟鱇，為輻鰭魚綱鮟鱇目棘茄魚亞目夢角鮟鱇科的一種魚類。分布於大西洋海域，屬深海魚類，棲息深度0-3200公尺，雌魚體長14.5公分，生活在中層水域，生活習性不明，不具任何經濟價值。